# Zentralamerika- und Karibikspiele 1993
Die 17. Zentralamerika- und Karibikspiele fanden vom 19. bis 30. November 1993 in der puerto-ricanischen Stadt Ponce statt.
Anlässlich des 500. Jahrestags der Landung Christopher Kolumbus’ auf Puerto Rico wurde der übliche Vier-Jahres-Rhythmus der Spiele auf drei Jahre verkürzt. Die Austragung der nachfolgenden Spiele erfolgte dafür erst wieder fünf Jahre später.
Erfolgreichste Nation war einmal mehr Kuba, dessen Sportler 227 Goldmedaillen in insgesamt 385 Wettbewerben gewann. Mexiko nahm mit 66 Goldmedaillen den zweiten Rang im Medaillenspiegel ein, vor Venezuela mit 23 Goldmedaillen.

## Teilnehmende Nationen
31 Länder nahmen mit insgesamt 3570 Athleten an den Zentralamerika- und Karibikspielen teil. St. Kitts und Nevis und St. Lucia gaben ihr Debüt.
| - Amerikanische Jungferninseln - Antigua und Barbuda - Aruba - Bahamas - Barbados - Belize - Bermuda - Britische Jungferninseln - Cayman Islands - Costa Rica - Dominikanische Republik | - El Salvador - Guatemala - Grenada - Guyana - Haiti - Honduras - Jamaika - Kolumbien - Kuba - Mexiko | - Nicaragua - Niederländische Antillen - Panama - Puerto Rico - St. Kitts und Nevis - St. Lucia - St. Vincent und die Grenadinen - Suriname - Trinidad und Tobago - Venezuela |

## Sportarten
Bei den Zentralamerika- und Karibikspielen waren 33 Sportarten im Programm. Handball, Karate und Wettbewerbe im Rollschuh wurden erstmals ausgetragen. Die Kanuwettbewerbe wurden in der kubanischen Hauptstadt Havanna ausgetragen, Badminton in Guatemala-Stadt.
| - Badminton - Baseball - Basketball - Bogenschießen - Bowling - Boxen - Fechten - Fußball - Gewichtheben - Handball - Hockey | - Judo - Kanu - Karate - Leichtathletik - Racquetball - Radsport - Reiten - Ringen - Rollschuh - Rudern - Schießen | - Schwimmen - Segeln - Softball - Synchronschwimmen - Taekwondo - Tennis - Tischtennis - Turnen - Volleyball - Wasserball - Wasserspringen |

## Medaillenspiegel
| Platz | Land                         | Gold | Silber | Bronze | Gesamt |
| ----- | ---------------------------- | ---- | ------ | ------ | ------ |
| 01    | Kuba                         | 227  | 76     | 61     | 364    |
| 02    | Mexiko                       | 66   | 106    | 68     | 240    |
| 03    | Venezuela                    | 23   | 54     | 78     | 155    |
| 04    | Puerto Rico                  | 22   | 53     | 78     | 153    |
| 05    | Kolumbien                    | 22   | 45     | 34     | 101    |
| 06    | Dominikanische Republik      | 6    | 18     | 25     | 49     |
| 07    | Costa Rica                   | 5    | 7      | 15     | 27     |
| 08    | Guatemala                    | 3    | 8      | 37     | 48     |
| 09    | Trinidad und Tobago          | 3    | 7      | 6      | 16     |
| 10    | Suriname                     | 2    | —      | 1      | 3      |
| 11    | Amerikanische Jungferninseln | 1    | 1      | 2      | 4      |
| 12    | Honduras                     | 1    | 1      | —      | 2      |
| 13    | Nicaragua                    | 1    | —      | 5      | 6      |
| 14    | Bahamas                      | 1    | —      | 3      | 4      |
| 14    | Niederländische Antillen     | 1    | —      | 3      | 4      |
| 16    | Aruba                        | 1    | —      | —      | 1      |
| 17    | El Salvador                  | —    | 2      | 9      | 11     |
| 18    | Panama                       | —    | 2      | 2      | 4      |
| 19    | Bermuda                      | —    | 2      | 1      | 3      |
| 20    | Jamaika                      | —    | 1      | 10     | 11     |
| 21    | Guyana                       | —    | 1      | 7      | 8      |
| 22    | Cayman Islands               | —    | 1      | 2      | 3      |
| 22    | Haiti                        | —    | 1      | 2      | 3      |
| 24    | Barbados                     | —    | —      | 5      | 5      |
| 25    | Antigua und Barbuda          | —    | —      | 2      | 2      |